# Pražského povstání (metropolitana di Praga)
Pražského povstání è una stazione della linea C della metropolitana di Praga.

## Storia
La stazione è stata attivata il 9 maggio 1974, come parte della sezione originale della linea C tra Sokolovská e Kačerov.

## Strutture e impianti
La stazione è sotterranea ed è dotata di due binari, serviti da una banchina centrale.

## Servizi
- Biglietteria
- Servizi igienici

## Interscambi
- Fermata autobus (linee 134 e 193)[2]
- Fermata tram (linee 18 e 19)[2]